# Castello di Trebiano
Il castello di Trebiano è stato un edificio difensivo e residenza vescovile in epoca feudale del borgo medievale di Trebiano, odierna frazione di Arcola, in val di Magra nella provincia della Spezia.

## Descrizione e storia

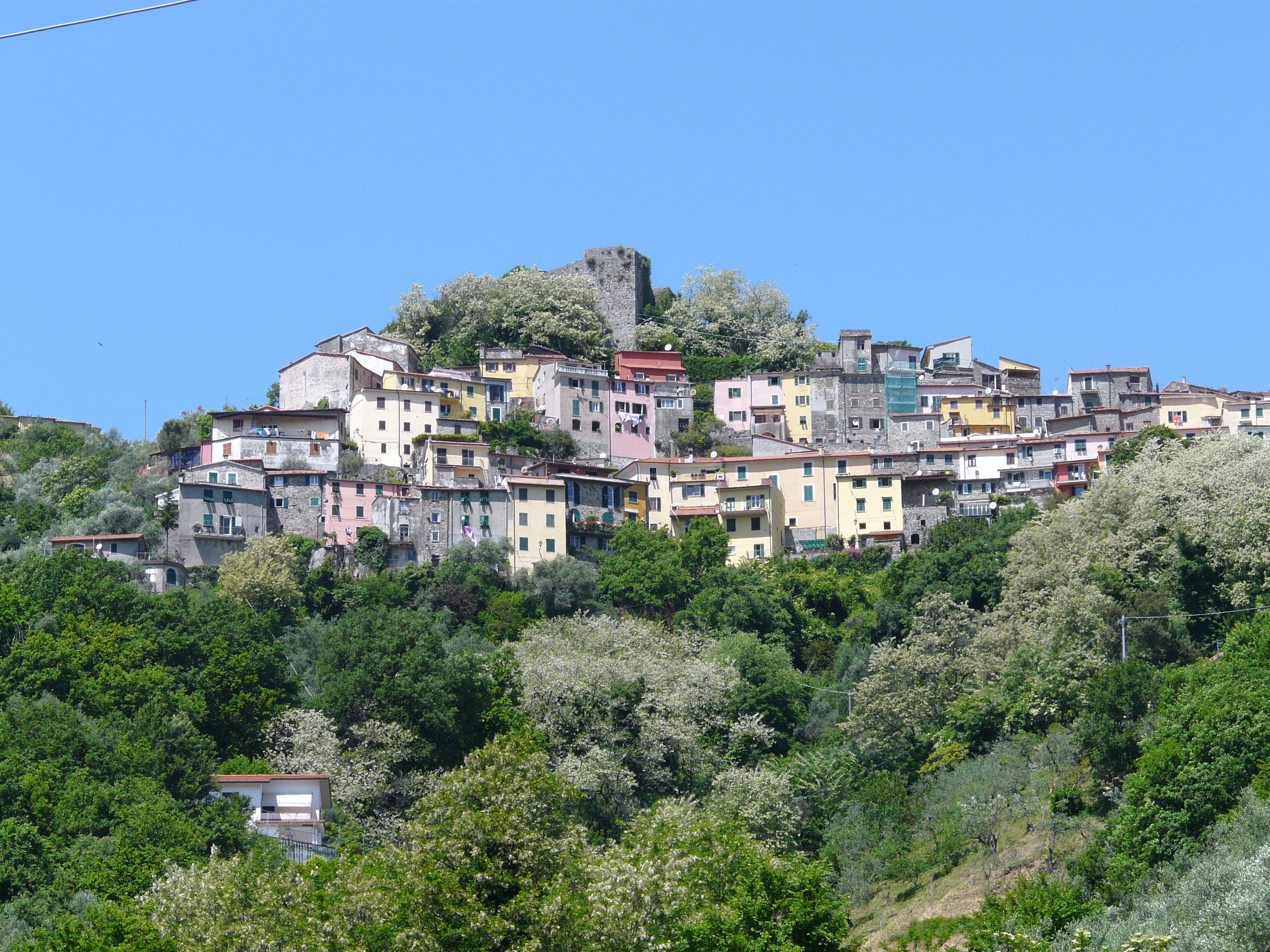
Il castello sovrastante il paese

Il castello è costruito sul colle che sovrasta il borgo medievale di Trebiano, a cavallo tra la bassa val di Magra e il mare, a controllo degli importanti scali marittimi commerciali di Lerici (utilizzato per lo più dalla Repubblica di Genova e la Francia) e di San Genesio verso La Spezia per gli scambi con la Toscana.
Di pianta quadrata, o meglio sub-pentagonale, il castello presenta quattro grandi torri ai lati inglobate nella cortina che raggiunge l'altezza massima di 20 metri. Non ha finestre, ma lunghe e strette feritoie.
Il castello risalirebbe al X secolo o ad un periodo di poco precedente, poiché nel 963 è citato con certezza in un diploma dell'imperatore Ottone I di Sassonia.
Inizialmente il castello era possedimento della Diocesi di Luni, proprietaria delle terre feudali tra Liguria e l'odierna Lunigiana. Utilizzato come residenza vescovile rimase in possesso della Diocesi nonostante il passaggio del borgo, nel 1039, ai primi Signori di Trebiano, questi ultimi vicini alla diocesi lunense.
Nel XIII secolo il castello viene in possesso della Repubblica di Genova.

In occasione di uno dei vari sommovimenti nella politica genovese, nel 1442 il castello è conquistato da Antonio Biassa, esponente della gentilizia famiglia spezzina.